# Taula Welner
La taula Welner és una taula d'examen mèdic dissenyada per facilitar l'accessibilitat per als pacients i els mateixos metges, amb discapacitats físiques. Va ser inventada per la estatunidenca obstètrica - ginecòloga i activista dels drets dels discapacitats, Sandra Welner.
El treball de Welner amb pacients amb discapacitat la va portar a inventar la taula Welner, amb un accés universal de la taula d'examen amb una amplada major que el rang normal d'ajusts en la posició i l'altura, arribant a la distància més baixa de 510 mm per damunt del nivell del terra, per a les fer les transferències més fàcils d'una cadira de rodes. La taula també serveix per a les necessitats dels metges amb discapacitat, en permetre una gamma més àmplia de posicions per a la realització d'exàmens.